# Kościół Trójcy Świętej w Konstantynowie
Kościół Trójcy Świętej w Konstantynowie – kościół parafialny w Konstantynowie na Białorusi. Przy kościele płynie rzeka Marchwa.

## Historia
W 1768 roku Janina Okuszko ufundowała drewniany kościółek, który 1 października 1769 roku został poświęcony przez biskupa Feliksa Towiańskiego. Nadano mu tytuł Trójcy Świętej. 28 czerwca 1799 roku staraniem sędziego granicznego Mikołaja Okuszko biskup miński Jakub Dederko podniósł go do godności kościoła filialnego parafii w Udziale. 
Według innych źródeł pierwsza rzymskokatolicka kaplica w Konstantynowie miała znajdować się w dworze Okuszków. Prawdopodobnie drewniany kościół był dawniej unicki, ponieważ popi po 1839 roku (Synod połocki) rościli do niego pretensje. Może o tym również świadczyć obecność ołtarza św. Jozafata Biskupa Męczennika, lecz w stroju biskupa łacińskiego. 
Na ołtarzu głównym widniały dwa herby: Radwan rodziny Okuszko oraz Brodzic. 
2 lipca 1962 roku z fikcyjnej przyczyny, braku materiału na budowany dom kultury w Duniłowiczach, zburzono kościół w Konstantynowie. Częściowo zachowała się stara dzwonnica. Na jego miejscu wybudowano sklep. Na początku lat 90. podjęto decyzję o budowie nowego sklepu w innym miejscu. W latach 1993–95 na fundamentach rozebranej świątyni wybudowano nowy, murowany kościół. 21 listopada 1995 roku kościół został konsekrowany przez kardynała Kazimierza Świątka.  
W 2015 roku obchodzono 20-lecie budowy świątyni. Uroczystej Mszy Świętej przewodniczył biskup witebski Oleg Butkiewicz. 
Na cmentarzu przykościelnym znajdują się nagrobki właścicieli majątku w Konstantynowie. 

## Architektura
Kościół posiada jedną nawę. Po bokach prezbiterium symetrycznie rozmieszczono skarbczyk i zakrystię, co daje lekko zaakcentowany plan krzyża łacińskiego. Świątynia posiada dwie wieżyczki, nad wejściem i nad prezbiterium. Budynek ma trzy wejścia: główne, boczne oraz przez skarbczyk. Po zachodniej stronie kościoła znajduje się dzwonnica. 

Kościół posiada trzy ołtarze. Na głównej ścianie prezbiterium znajduje się obraz Świętej Rodziny. Na drewnianym ołtarzu przedsoborowym, tak jak w dawnym kościele widnieją herby Radwan i Brodzic. Na ołtarzu posoborowym umieszczono rzeźbę przedstawiającą ostatnią wieczerzę. W prawnym ołtarzu znajduje się obraz św. Jozafata Kuncewicza, w lewym figura Matki Bożej Niepokalanej.

Galeria
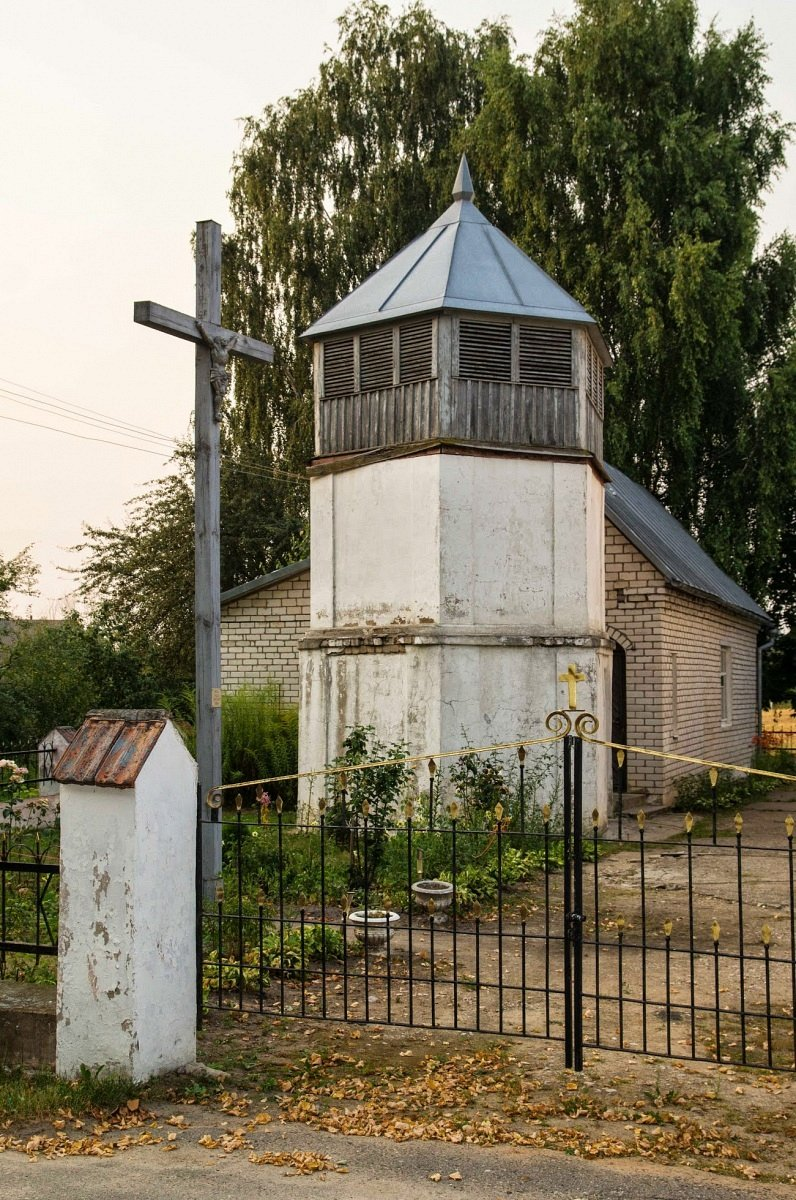
Dzwonnica
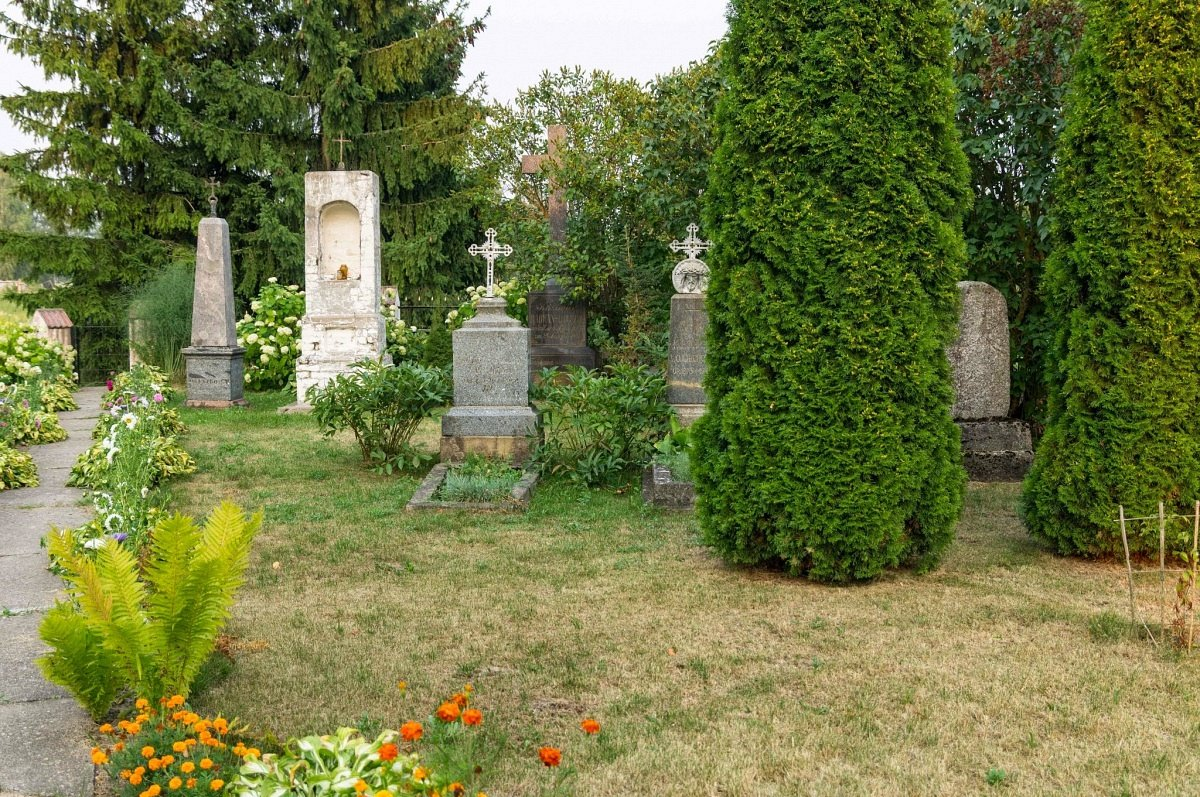
Cmentarz przykościelny